# René de Marmande
Marie Constant Emmanuel Gilbert, vicomte[réf. nécessaire] de Rorthays de Saint-Hilaire, plus connu sous son pseudonyme de René de Marmande, est un journaliste libertaire, né à Vannes (Morbihan) le 1er janvier 1875 et décédé le 22 octobre 1949 dans le hameau de Mérangle sur la commune de La Chapelle-Forainvilliers (Eure-et-Loir).

## Biographie
Gilbert de Rorthays est le fils d'Emmanuel de Rorthays, aide de camp du comte de Caserte lors du siège de Gaète, préfet du Morbihan (1873-1877), directeur du journal Le Petit breton et du Journal de Chartres, président du Comité conservateur de Vannes, et d'Inès de Girardin. 
Il joue un rôle actif dans les mouvements syndicalistes et libertaires avant la Première Guerre mondiale et collabore à La Guerre sociale et aux Temps nouveaux.
Il participe au Congrès anarchiste international d'Amsterdam d’août 1907. C’est à cette occasion qu’Emma Goldman en brosse un portrait coloré : « R. de Marmande, révolutionnaire et véritable bohême, jovial, plein d’esprit, avec un sens aigu de l’humour. Il refusait de voir dans la Mère de la Liberté – La Révolution – une nonne en robe noire, errant en pénitence et se désespérant sur les pêchés de l’humanité. La Révolution, pour lui, est le grand libérateur, le porteur de joie ». 
En 1917 il lancera un magazine pacifiste Les Nations.
Pendant la Seconde Guerre mondiale il écrira dans la presse collaborationniste de Paris : le quotidien France socialiste (René Château, René Saive), les hebdomadaires L’Atelier (proche du R.N.P. de Marcel Déat), Le Rouge et le Bleu de Charles Spinasse.

## Œuvre
- Émile Rousset et l'enquête du lieutenant Pan-Lacroix, Schleicher frères, 1912.
- Pigault-Lebrun. Pages oubliées, La Société nouvelle, 1914.
- L'Intrigue florentine, Éditions de la Sirène, 1922.
- Dans la fourmilière politique, préf. Joseph Caillaux, Flammarion, 1928.
- Toi qui as le cœur gai, roman... Éditions du Monde moderne, 1933.

## Source
- Simon Epstein, Les Dreyfusards sous l'Occupation, Éditions Albin Michel, 2001.
- Dictionnaire des anarchistes, « Le Maitron » : notice biographique.